# اچ‌ام‌ای‌اس بوندابرگ (جی۲۳۱)
اچ‌ام‌ای‌اس بوندابرگ (جی۲۳۱) (به انگلیسی: HMAS Bundaberg (J231)) یک کشتی بود که طول آن ۱۸۶ فوت (۵۷ متر) بود. این کشتی در سال ۱۹۴۱ ساخته شد.